# Laundry Service
Laundry Service (englisch für Wäscheservice) ist das fünfte Studioalbum, das erste in englischer Sprache, der kolumbianischen Sängerin Shakira. Es erschien im November 2001 und verkaufte sich weltweit über 13 Millionen Mal. Das Album wurde in zwei weiteren Versionen veröffentlicht, Laundry Service: Washed & Dried und in einer spanischen Version als Servicio de Lavanderia.

## Entstehung und Veröffentlichung
Die Erstveröffentlichung von Laundry Service erfolgte am 13. November 2001 bei Epic Records. Das Album erschien in seiner Originalausführung als CD mit 13 Titeln (Katalognummer: 498720 2). Im Januar 2002 erschien erstmals die spanischsprachige Ausgabe. Am 12. November 2002 erschien die sogenannte „Washed-&-Dried“-Ausführung. Diese beinhaltet drei zusätzliche Remixe sowie eine Bonus-DVD, mit Videomaterial zu Objection (Tango).
Geschrieben und produziert wurden alle Lieder von Shakira selbst. Während sie für die Produktion weitgehendst alleine verantwortlich war, bekam sie beim Schreibprozess zumeist Unterstützung. Bei der Produktion bekam sie lediglich bei Underneath Your Clothes Unterstützung durch Lester Mendez und bei The One von Emilio Estefan Jr. Beim Schreibprozess stammen die Lieder Objection (Tango) und Te aviso, te anuncio (tango) alleine von Shakira.

## Titelliste
1. Objection (Tango)[4]
2. Underneath Your Clothes
3. Whenever, Wherever
4. Rules
5. The One
6. Ready for the Good Times
7. Fool
8. Te Dejo Madrid
9. Poem to a Horse
10. Que Me Quedes Tú
11. Eyes Like Yours (Ojos Así)
12. Suerte (Whenever, Wherever)
13. Te Aviso, Te Anuncio (Tango)

## Singleauskopplungen
| Jahr          | Titel                                            | Höchstplatzierung, Gesamtwochen, AuszeichnungChartplatzierungen (Jahr, Titel, , Platzierungen, Wochen, Auszeichnungen, Anmerkungen) | Höchstplatzierung, Gesamtwochen, AuszeichnungChartplatzierungen (Jahr, Titel, , Platzierungen, Wochen, Auszeichnungen, Anmerkungen) | Höchstplatzierung, Gesamtwochen, AuszeichnungChartplatzierungen (Jahr, Titel, , Platzierungen, Wochen, Auszeichnungen, Anmerkungen) | Höchstplatzierung, Gesamtwochen, AuszeichnungChartplatzierungen (Jahr, Titel, , Platzierungen, Wochen, Auszeichnungen, Anmerkungen) | Höchstplatzierung, Gesamtwochen, AuszeichnungChartplatzierungen (Jahr, Titel, , Platzierungen, Wochen, Auszeichnungen, Anmerkungen) | Höchstplatzierung, Gesamtwochen, AuszeichnungChartplatzierungen (Jahr, Titel, , Platzierungen, Wochen, Auszeichnungen, Anmerkungen) | Anmerkungen                                                 |
| Jahr          | Titel                                            | DE | AT | CH | UK | US | ES | Anmerkungen                                                 |
| ------------- | ------------------------------------------------ | --- | --- | --- | --- | --- | --- | ----------------------------------------------------------- |
| 2001          | Whenever, Wherever / Suerte                      | DE1 ×3Dreifachgold · (24 Wo.)DE | AT1 Platin · (30 Wo.)AT | CH1 ×2Doppelplatin · (48 Wo.)CH | UK2 ×2Doppelplatin · (22 Wo.)UK | US6 ×2Doppelplatin · (24 Wo.)US | ES1 Gold + Gold (Suerte) · (17 Wo.)ES                                                                                               | Erstveröffentlichung: 27. August 2001 Verkäufe: + 6.207.477 |
| 2002          | Underneath Your Clothes                          | DE2 Gold · (20 Wo.)DE | AT1 Platin · (34 Wo.)AT | CH2 Platin · (31 Wo.)CH | UK3 Gold · (20 Wo.)UK | US9 Gold · (20 Wo.)US | — | Erstveröffentlichung: 30. April 2002 Verkäufe: + 1.825.000  |
| 2002          | Objection (Tango) / Te aviso, te anuncio (Tango) | DE19 (14 Wo.)DE | AT12 (21 Wo.)AT | CH10 (25 Wo.)CH | UK17 (16 Wo.)UK | US55 (9 Wo.)US | — | Erstveröffentlichung: 6. Juli 2002 Verkäufe: + 465.000      |
| 2002          | Te dejo Madrid                                   | — | — | — | — | — | ES7 (4 Wo.)ES | Erstveröffentlichung: 15. August 2002 Verkäufe: + 60.000    |
| 2002          | Que me quedes tú                                 | — | — | — | — | — | — | Erstveröffentlichung: 1. Dezember 2002 Verkäufe: + 180.000  |
| 2003          | The One                                          | DE39 (9 Wo.)DE | AT21 (15 Wo.)AT | CH17 (14 Wo.)CH | — | — | — | Erstveröffentlichung: 6. März 2003                          |
| Promo-Singles |                                                  | | | | | | |                                                             |
|               |                                                  | | | | | | |                                                             |
| 2001          | Fool                                             | — | — | — | — | — | — | Erstveröffentlichung: 2001                                  |

## Kommerzieller Erfolg

### Chartplatzierungen
| ChartsChartplatzierungen       | Höchstplatzierung | Wochen |
| ------------------------------ | ----------------- | ------ |
| Deutschland (GfK)              | 2 (77 Wo.)        | 77     |
| Österreich (Ö3)                | 1 (71 Wo.)        | 71     |
| Schweiz (IFPI)                 | 1 (84 Wo.)        | 84     |
| Spanien (Promusicae)           | 1 (43 Wo.)        | 43     |
| Vereinigte Staaten (Billboard) | 3 (62 Wo.)        | 62     |
| Vereinigtes Königreich (OCC)   | 2 (51 Wo.)        | 51     |

| ChartsJahrescharts (2002)      | Platzierung |
| ------------------------------ | ----------- |
| Deutschland (GfK)              | 2           |
| Österreich (Ö3)                | 3           |
| Schweiz (IFPI)                 | 1           |
| Vereinigte Staaten (Billboard) | 11          |
| Vereinigtes Königreich (OCC)   | 21          |

| ChartsJahrescharts (2003) | Platzierung |
| ------------------------- | ----------- |
| Deutschland (GfK)         | 47          |
| Österreich (Ö3)           | 47          |
| Schweiz (IFPI)            | 59          |

### Auszeichnungen für Musikverkäufe
Laundry Service verkaufte sich laut Quellen weltweit mehr als 13 Millionen Mal, davon sind über 11 Millionen Einheiten mit Schallplattenauszeichnungen belegt.
| Land/Region                  | Auszeichnungen für Musikverkäufe (Land/Region, Auszeichnung, Verkäufe) | Verkäufe    |
| ---------------------------- | ---------------------------------------------------------------------- | ----------- |
| Ägypten (IFPI)               | 4× Platin                                                              | 40.000      |
| Argentinien (CAPIF)          | 2× Platin                                                              | 80.000      |
| Australien (ARIA)            | 6× Platin                                                              | 500.000     |
| Belgien (BRMA)               | Platin                                                                 | 50.000      |
| Brasilien (PMB)              | Platin                                                                 | 125.000     |
| Chile (IFPI)                 | —                                                                      | 40.000      |
| Dänemark (IFPI)              | Platin                                                                 | 50.000      |
| Deutschland (BVMI)           | 5× Gold                                                                | 750.000     |
| Ecuador (SOPROFON)           | 2× Platin                                                              | 30.000      |
| Europa (IFPI)                | 4× Platin                                                              | (4.000.000) |
| Finnland (IFPI)              | 3× Platin                                                              | 90.140      |
| Frankreich (SNEP)            | 2× Platin                                                              | 600.000     |
| Griechenland (IFPI)          | Platin                                                                 | 30.000      |
| Hongkong (IFPI/HKRIA)        | Gold                                                                   | 10.000      |
| Indien (IMI)                 | 5× Platin                                                              | 200.000     |
| Indonesien (ASIRI)           | Gold                                                                   | 25.000      |
| Italien (FIMI)               | 2× Platin                                                              | 200.000     |
| Irland (IRMA)                | Platin                                                                 | 15.000      |
| Israel (IFPI)                | Gold                                                                   | 20.000      |
| Kanada (MC)                  | 5× Platin + Gold · (Washed-and-Dried-Version)                          | 550.000     |
| Kolumbien (ASINCOL)          | 2× Platin                                                              | 80.000      |
| Libanon (IFPI)               | Gold                                                                   | 3.000       |
| Malaysia (RIM)               | Gold                                                                   | 15.000      |
| Mexiko (AMPROFON)            | Diamant · + Gold                                                       | 575.000     |
| Neuseeland (RMNZ)            | 3× Platin                                                              | 45.000      |
| Niederlande (NVPI)           | 2× Platin                                                              | 160.000     |
| Norwegen (IFPI)              | Platin                                                                 | 110.000     |
| Österreich (IFPI)            | 2× Platin                                                              | 80.000      |
| Peru (UNIMPRO)               | Gold                                                                   | 5.000       |
| Philippinen (PARI)           | Gold                                                                   | 20.000      |
| Polen (ZPAV)                 | Platin                                                                 | 70.000      |
| Portugal (AFP)               | 4× Platin                                                              | 160.000     |
| Rumänien (UFPR)              | Platin                                                                 | 20.000      |
| Russland (NFPF)              | 5× Platin                                                              | 100.000     |
| Schweden (IFPI)              | 2× Platin                                                              | 120.000     |
| Schweiz (IFPI)               | 5× Platin                                                              | 200.000     |
| Singapur (RIAS)              | Gold                                                                   | 7.500       |
| Spanien (Promusicae)         | 5× Platin                                                              | 500.000     |
| Südkorea (KMCA)              | —                                                                      | 9.863       |
| Südafrika (RISA)             | Platin                                                                 | 50.000      |
| Taiwan (RIT)                 | Platin                                                                 | 50.000      |
| Thailand (TECA)              | Platin                                                                 | 40.000      |
| Tschechien (IFPI)            | Gold                                                                   | 25.000      |
| Türkei (Mü-YAP)              | 3× Platin                                                              | 90.000      |
| Ungarn (MAHASZ)              | Platin                                                                 | 30.000      |
| Uruguay (CUD)                | Gold                                                                   | 3.000       |
| Venezuela (APFV)             | 2× Platin                                                              | 149.733     |
| Vereinigte Staaten (RIAA)    | 4× Platin                                                              | 4.000.000   |
| Vereinigtes Königreich (BPI) | 3× Platin                                                              | 900.000     |
| Zentralamerika (CFC)         | 2× Platin                                                              | 140.000     |
| Insgesamt                    | 13× Gold · 94× Platin · 1× Diamant ·                                   | 11.163.236  |

Hauptartikel: Shakira/Auszeichnungen für Musikverkäufe